# Stuart MacKenzie
Stuart Alexander MacKenzie (5 de abril de 1937-20 de octubre de 2020) fue un deportista australiano que compitió en remo.
Participó en los Juegos Olímpicos de Melbourne 1956, obteniendo una medalla de plata en la prueba de scull individual. Ganó una medalla de plata en el Campeonato Mundial de Remo de 1962 y dos medallas de oro en el Campeonato Europeo de Remo, en los años 1957 y 1958.

## Palmarés internacional
| Representando a Australia    |                       |                  |                  |
| Juegos Olímpicos             |                       |                  |                  |
| Año                          | Lugar                 | Medalla          | Prueba           |
| 1956                         | Melbourne (Australia) | Medalla de plata | Scull individual |
| Campeonato Europeo           |                       |                  |                  |
| Año                          | Lugar                 | Medalla          | Prueba           |
| 1957                         | Duisburgo (RFA)       | Medalla de oro   | Scull individual |
| 1958                         | Poznań (Polonia)      | Medalla de oro   | Scull individual |
| Representando al Reino Unido |                       |                  |                  |
| Campeonato Mundial           |                       |                  |                  |
| Año                          | Lugar                 | Medalla          | Prueba           |
| 1962                         | Lucerna (Suiza)       | Medalla de plata | Scull individual |

1. ↑  En algunas ediciones del Campeonato Europeo se permitió la participación de remeros de otros continentes.